# 砷酸钪
砷酸钪是一种无机化合物，化学式为ScAsO4。它可由硝酸钪和砷酸氢二铵反应得到，它的2.5水合物可从pH 2.0~7.1的溶液中沉淀出来，并于50~130 °C失去半分子水，得到ScAsO4·2H2O，在250~370 °C得到无水物。其二水合物也能由氢氧化钪和砷酸在25 °C反应得到。它的溶度积（pKsp,c）为26.72±0.27。